# Román de Auxerre
Román (f. Auxerre, 6 de octubre del siglo VI), fue obispo de Auxerre en la segunda mitad del siglo VI. Es venerado como santo por la Iglesia Católica.
La diócesis de Auxerre conserva un texto antiguo, la Gesta pontificum Autissiodorensium, datable a finales del siglo IX y compuesto al estilo del Liber pontificalis de la Iglesia de Roma, en el que Román aparece en el puesto 17 en la lista de obispos de esta antigua diócesis, entre los obispos Eleuterio y Eterio.
No existen documentos contemporáneos de su episcopado, que deben situarse entre el 549, año en el que se documenta por última vez a su antecesor Eleuterio, y el 561, año en el que, según Duchesne, llegaría a obispo su segundo sucesor, Aunacario; su episcopado es colocado por Duchesne alrededor de los años 550-553. Otros autores en cambio lo ubican entre 561 y 564.
Según el relato de los hechos, Román gobernó la Iglesia de Auxerre durante 3 años y 15 días, murió mártir el 6 de octubre y fue enterrado en la iglesia de Saint-Germain de Auxerre. La mayoría de los autores creen que la muerte por martirio es poco probable, tal vez fue un simple asesinato. El martirologio jerónimo ignora este aspecto de su muerte.
El Martirologio Romano de hoy, reformado de acuerdo con los decretos del Concilio Vaticano II, conmemora al santo obispo el 6 de octubre con estas palabras:

En Auxerre, de Neustria, san Román, obispo (c. 564).